# Zamarada melasma
Zamarada melasma är en fjärilsart som beskrevs av Fletcher 1974. Zamarada melasma ingår i släktet Zamarada och familjen mätare. Inga underarter finns listade i Catalogue of Life.